# Дякін Михайло Васильович
Михайло Васильович Дякін (нар. 25 липня 1914 — пом. 29 квітня 1945) — радянський офіцер, учасник німецько-радянської війни у ході якої відзначився у битві за Дніпро. Герой Радянського Союзу (1943).

## Біографія
Народився 25 липня 1914 року в м.Єлець (нині Липецька область РФ) у селянській родині. Росіянин. Закінчив 7 класів. Закінчив 2 курси Єлецького кооперативного технікуму у 1933 році. Працював завідувачем столової.
У Червоній Армії з 1936 року. У 1938 році закінчив курси молодших лейтенантів.
Учасник німецько-радянської війни з липня 1941 року. 
Начальник артилерії 229-го гвардійського стрілецького полку (72-а гвардійська стрілецька дивізія, 7-а гвардійська армія Степового фронту), гвардії капітан Дякін у ніч на 25 вересня 1943 року в числі перших з трьома гарматами на підручних засобах переправився через Дніпро в районі села Бородаївка (Верхньодніпровського район Дніпропетровської області). У боях на плацдармі на правому березі Дніпра артилеристи 229-го гвардійського стрілецького полку брали участь у відбитті тринадцяти ворожих контратак, підбили два танки і знищили більше сотні гітлерівців.
26 жовтня 1943 року гвардії капітану М.В.Дякіну було присвоєно звання Героя Радянського Союзу.
Гвардії майор Дякін Михайло Васильович загинув у бою 29 квітня 1945 року.